# Хоровод
Хорово́д (от др.-греч. χορός — «групповой танец»; харагод, курагод; арх. ходеци; ю.-рус. карагод, танок, круг, улица; бел. карагод; полес. кола, круг, абруч; пол. korowód) — древний народный круговой массовый обрядовый танец восточных славян, содержащий в себе: обрядовое или необрядовое массовое игровое действо, танец, пение (хороводные песни) и/или игру на инструментах.
Круговой танец известен с древности у многих народов мира во множестве вариантов, широко распространён у славян. Названия танца у разных славянских народов: коло (сербское), оро (македонское), коло (хорватское), хоро (болгарское). Название у других народов: ёхор (бурятское), хорэ (молдавское), хейро (эвенское), хоруми (грузинское) и др. Определённое сходство с хороводом также имеют танцы лонгдол и менуэт.
Хороводом у восточных славян назывались также молодёжные игры на открытом воздухе, сопровождаемые исполнением танца-хоровода. Приходятся в основном на конец весны и осенью; по Далю летом, во время страды, хороводы не водили.
В святочных хороводных комплексах характерна брачная тематика («Женитьба», «Свадьба»). В весенне-летней символике прослеживается символика начала сельскохозяйственного года и символика увеличения плодородия или вклинивания в хороводное действие сценок с участием ряженых («старик» и «старуха», «медведь» и «вожак»). Летние хороводы чаще связаны с вызыванием дождя, выпроваживание «девушек».

## Типы

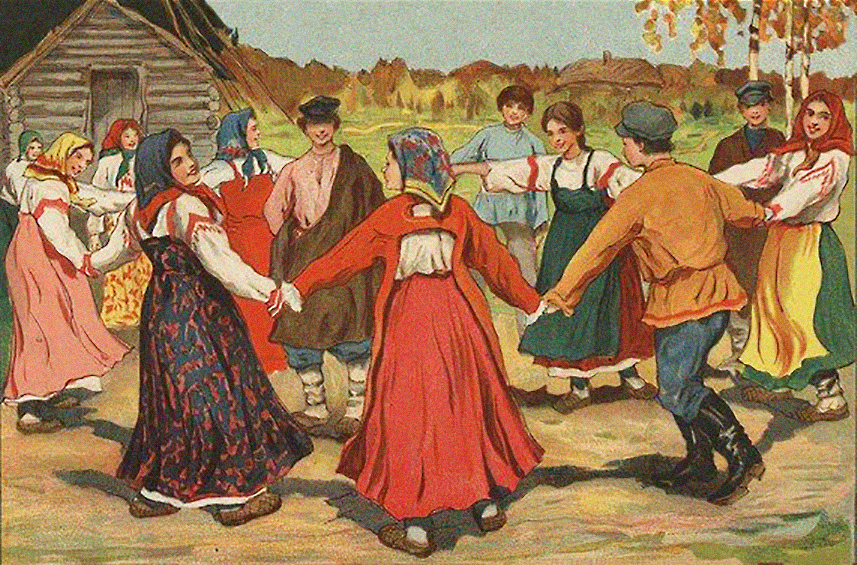
Хоровод. Фрагмент литографии Товарищества И. Д. Сытина. 1900-е гг.

Выделяют хороводы игровые и орнаментальные (плясовые), по форме танца — круговые (движение «по солнцу» и «против солнца») и некруговые (движение цепочкой, спиралью и др.):
Примером игровых являются архаичные линейные хороводы «А мы просо сеяли» и «Подойду, подойду я под ваш ли город». В них участники встают в две шеренги напротив друг друга и с поочерёдным пением строф «наступают» и «отступают». В круговых игровых хороводах один, два или несколько человек в центре круга разыгрывают сюжет на тему слов песни, в исполнении песен ведущая роль принадлежит запевале (см. напр. «Селезень»). В орнаментальных хороводах все поют и пляшут, повторяя движения («ручеёк», «воротца» и другие) за «хороводницей»; такие хороводы обычно движутся вдоль улицы (см. напр. Вождение стрелы), иногда по кругу. В круговых плясках пляшущие нередко двигаются по кругу, а стоящие рядом «зрители» поют, иногда также играют на музыкальных инструментах (см. напр. Порушка-Параня).
Тематически хороводы делятся на три группы:
- трудовые («А мы просо сеяли», «Ковали»);
- семейно-бытовые («Во лузях», «Перепёлка», «Ой ветки, веточки»);
- хороводы, воплощающие патриотические чувства народа, воспевают родную природу («А уж весна», «Марена»).

## Традиции Русского Севера
Хоровод на Русском Севере (круг) довольно своеобразен, он сильно отличается от традиционного для средней полосы России. Однако этот вариант танца во многих областях со временем оказался забыт.
В своём самобытном виде его можно наблюдать, например, в селе Усть-Цильма Республики Коми во время народных гуляний Красных горок. Древность происхождения и сохранность ритуала на протяжении столетий подтверждается и тем, что большинство жителей села — староверы. Первые достоверные сведения о проведении праздника «горка» в Усть-Цильме относятся к середине XIX века. Горочное «хождение под песню» исполняется одновременно мужчинами и женщинами всех возрастов (начиная с детей и заканчивая стариками) в традиционных костюмах несколько раз в день, в полном виде — вечером, завершая собой празднество. Танец восходит к 17-и фольклорным песенным сюжетам и даёт представление о мировоззрении и эстетических ценностях русского народа много веков назад. Во время танца выполняются семь символических фигур. Их последовательность такова: «столбы», «вожжа», «плетень», «круг», «сторона на сторону», «на четыре стороны», «плясовая». Каждая из фигур исполняется под определённую песню и в определённом ритме: от плавного и неспешного у начальных фигур до стремительного — у завершающих.
- Столбы — первая фигура, в которой участвуют только женщины. Неподвижный квадрат, танцовщицы с конца которого по трое выходят чуть в сторону и, обойдя остальных, встают вначале. Продолжается до тех пор, пока так не пройдут все. Действо символизирует продолжение рода[12].

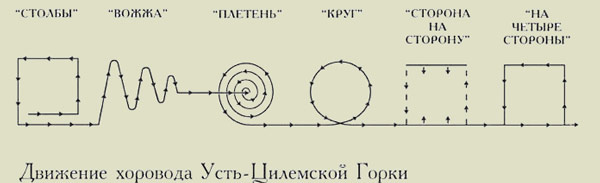
Первые шесть фигур Усть-Цилемского хоровода

- Вожжа, в которую переходят столбы. Участники движутся волнистой линией — змейкой — с постепенно уменьшающейся амплитудой, проходя под аркой, образованной руками первой пары.
- Затем наступает очередь плетня. Участники движутся по раскручивающейся из центра спирали.
- Круг — колонна водящих хоровод делает петлю в виде круга.
- Сторона на сторону — мужчины и женщины разделяются на две шеренги, которые то расходятся в разные стороны, то вновь сближаются. При этом девушки роняют платки и венки на землю, а юноши поднимают их и возвращают их хозяйкам. Эта хороводная игра изображает сватовство и женитьбу молодых[13].
- Шестая часть горочного обрядового танца — на четыре стороны — символизирует урожай. Называется она так потому, что все участники встают квадратом и начинают делать движения, показывающие, что они «сеют просо».
- В заключение начинается плясовая часть. Это уже не хоровод, не ритуал, а обыкновенные праздничные народные танцы под гармонь — барыня и кадриль.

## Южнорусские танок и карагод
Южнорусские хороводы (танки́) представляют собой грандиозное явление русского хореографического творчества. Понятие «водить танки» соответствует общерусскому понятию «водить хороводы». Южнорусские карагоды по своему виду не похожи на общерусские хороводы.
Танками называли относительно спокойный ритуальный тип движения («танок-шествие») с развитыми хореографическими построениями и множеством фигур, в том числе с элементами игрового начала. Как правило, исполнение танков было приурочено к праздничным датам народного календаря, в том числе в Великий пост (постовые или «говеенские» танки). Чаще всего танки водили весной и летом. Этой приуроченности соответствовали определённые песни и разновидности таночных движений. Южнорусские танки водятся только под песню, без музыкального сопровождения.
Карагод — это круговая пляска, в основе которой лежит индивидуальное мастерство пляшущих, самостоятельность действий, почти полная независимость плясуна, плясуньи или пары солистов от других пляшущих. В карагоде обычно женщины стоят кругом, а мужчины пляшут внутри круга. Карагоды могут исполяться в любое время, кроме поста. В Белгородских сёлах под карагодом понимают не только движущихся, танцующих людей в круге, но и стоящих рядом «потенциальных исполнителей». В более широком смысле южноруский карагод — это своеобразный ритуал, на котором следует всем жителям села не только присутствовать, но обязательно петь и плясать. Поэтому слово «карагод» также употребляется и в значении «собраться вместе», «окарагодить» (окружить) кого-либо.